# Liste der Monuments historiques in Bussières (Côte-d’Or)
Die Liste der Monuments historiques in Bussières führt die Monuments historiques in der französischen Gemeinde Bussières auf.

## Liste der Objekte
| Bezeichnung                                     | Beschreibung                                                                        | Standort                                   | Kennzeichnung | Schutzstatus | Datum | Bild |
| ----------------------------------------------- | ----------------------------------------------------------------------------------- | ------------------------------------------ | ------------- | ------------ | ----- | ---- |
| Skulptur Johannes der Evangelist                | Teil einer Kreuzigungsgruppe; Kalkstein, farbig gefasst, 16. Jahrhundert            | in der Kirche Nativité-de-la-Vierge (Lage) | PM21002630    | Classé       | 1994  |      |
| Skulptur Heilige Barbara                        | Kalkstein, farbig gefasst, 16. Jahrhundert                                          | in der Kirche Nativité-de-la-Vierge (Lage) | PM21002631    | Classé       | 1994  |      |
| Skulptur Mater dolorosa                         | Teil einer Kreuzigungsgruppe; Kalkstein, farbig gefasst, 16. Jahrhundert            | in der Kirche Nativité-de-la-Vierge (Lage) | PM21002632    | Classé       | 1994  |      |
| Wandgemälde Heiliger Bonitus von Clermont       | aus dem 16. Jahrhundert                                                             | in der Kirche Nativité-de-la-Vierge (Lage) | PM21003854    | Inscrit      | 1989  |      |
| Wandgemälde Martyrium des heiligen Bartholomäus | aus der ersten Hälfte des 16. Jahrhunderts                                          | in der Kirche Nativité-de-la-Vierge (Lage) | PM21003855    | Inscrit      | 1989  |      |
| Wandgemälde Martyrium des heiligen Sebastian    | aus der ersten Hälfte des 16. Jahrhunderts                                          | in der Kirche Nativité-de-la-Vierge (Lage) | PM21003856    | Inscrit      | 1989  |      |
| Skulptur Unterweisung Mariens                   | Stein, 16. Jahrhundert                                                              | in der Kirche Nativité-de-la-Vierge (Lage) | PM21003857    | Inscrit      | 1989  |      |
| Skulptur eines Bischofs                         | Holz, farbig gefasst, 17. Jahrhundert                                               | in der Kirche Nativité-de-la-Vierge (Lage) | PM21003858    | Inscrit      | 1989  |      |
| Skulptur Madonna mit Kind                       | Aufsatz eines Prozessionsstabs; Holz, farbig gefasst und vergoldet, 19. Jahrhundert | in der Kirche Nativité-de-la-Vierge (Lage) | PM21003859    | Inscrit      | 1989  |      |
| Skulptur Heilige Katharina                      | Stein, farbig gefasst, 16. Jahrhundert                                              | in der Kirche Nativité-de-la-Vierge (Lage) | PM21003860    | Inscrit      | 1989  |      |
| Taufbecken                                      | Stein, 15. Jahrhundert                                                              | in der Kirche Nativité-de-la-Vierge (Lage) | PM21003861    | Inscrit      | 1989  |      |